# Никитин, Митрофан Михайлович
Митрофан Михайлович Никитин (1888— 19 марта 1934) — работник совхоза «Прогресс», совершивший 19 марта 1934 года самое первое покушение на забальзамированное тело Владимира Ленина, помещённое в Мавзолее на Красной площади Москвы.

## Биография
Митрофан Никитин родился в 1888 году в Брянском уезде (ныне Брянский район Брянской области) в семье среднего достатка. Благодаря родителям он смог получить образование. Сведений о занятиях Никитина до революции не сохранилось, известно, что он работал с 13 лет.
После Октябрьской революции он стал работать в разных концах страны, преимущественно в сельской местности, на мелких руководящих должностях. Как следует из предсмертной записки Никитина, он поначалу принял новую власть и проводимую ею политику. Однако впоследствии, во время работы в Воронежской губернии, Никитин столкнулся с серьёзным неравенством между уровнем достатка рядового труженика деревни и начальства, что шло вразрез с политикой руководства страны, провозглашавших всеобщее равенство и справедливость. Это изменило его взгляд на положение вещей в стране.
В начале 1930-х годов Никитин работал на Украине, где стал свидетелем изъятия у крестьян хлеба, раскулачивания, коллективизации и последовавшего за этим голода. Никитин обвинял во всём происходящем в стране Владимира Ленина, несмотря на то, что тот умер в 1924 году.
С 4 сентября 1933 года Никитин работал в совхозе «Прогресс». Там у него начался конфликт с директором совхоза Розенбергом. Никитин пытался довести сведения о плохой организации работы, воровстве, массовом пьянстве в совхозе в докладных и заявлениях на имя секретаря парторганизации Кулькова, но они не возымели какого-либо действия.
19 марта 1934 года Никитин приехал в Москву и сразу же отправился на Красную площадь, желая расстрелять из заранее приготовленного револьвера системы Наган забальзамированное тело Ленина. В кармане у него лежала предсмертная записка, что означает, что оставаться в живых он не собирался.
«На Шипке все спокойно». Так многие наши коммунисты мыслят, говорят, обманывают. Насколько люди изоврались во лжи. Кругом нищета, голод, рабство, зверство, пришибленность какая-то. Люди боятся друг друга, боятся слова лишнего сказать, зная, что за плечами ГПУ, пытка, смерть. Люди от истощения, от голода падают и мрут как мухи. Кругом свирепствуют тиф и другие эпидемические болезни, которые все распространяются. Да, действительно наш «российский социализм» очень и очень много принесет бедствия народу. Еще много миллионов погибнет от коммунизма, от этой химеры, абсурда. Я, Никитин Митрофан Михайлович, с радостью умираю за народ. Я с 13 лет работаю, моя совесть чиста, за правду на все пытки готов пойти. Я долго все обдумывал, мучился, переживал. Я, умирая, протестую от миллионов трудящихся, довольно рабства, террора… Опомнитесь, что вы делаете? Куда страну завели? Ведь всё катится по наклонной плоскости в бездну…
Никитин зашёл в Мавзолей. Дойдя до тела Ленина, он выхватил «Наган» и успел произвести два выстрела, правда, ни один из них не попал в цель. После этого Никитина кто-то схватил за руку, и он застрелился выстрелом в сердце. Смерть наступила мгновенно. Карл Паукер в тот же день в 19:50 послал докладную записку Поскрёбышеву:
… Во время прохождения публики в Мавзолей неизвестный гражданин, оказавшийся впоследствии Никитиным Митрофаном Михайловичем, пытался выстрелить в тело В. И. Ленина. Замеченный часовыми и проходившей публикой, неизвестный мгновенно выстрелил в себя. Смерть наступила моментально… Среди найденных документов имеются письма к.р. содержания…
Записка пролежала под грифом «Секретно» ещё 60 лет. Покушение на тело Ленина, совершённое Никитиным, стало самым первым в череде подобных акций.